# Asmate tancrearia
Asmate tancrearia är en fjärilsart som beskrevs av Otto Staudinger 1842. Asmate tancrearia ingår i släktet Asmate och familjen mätare. Inga underarter finns listade i Catalogue of Life.